# Quote Of The Day
Quote of the Day (abreviado QOTD, Cita del día) es un servicio perteneciente a la familia de protocolos de Internet, definido en el RFC 865. Como se indica allí, el concepto de QOTD Antecede a la especificación, cuando QOTD era usado por los administradores de los mainframes para difundir por la red la cita del día en respuesta a un usuario. Fue entonces formalmente codificado tanto para propósitos prioritarios como para propósitos de testeo y mantenimiento, definidos en el RFC 865.
Un host puede conectarse a un servidor que soporte el protocolo QOTD, por el puerto 17 de TCP o UDP. Para mantener las citas en una longitud razonable, el estándar define una longitud máxima de 512 caracteres por cita.
Aunque algunas fuentes indican que el servicio QOTD es raramente habilitado, y casi siempre para evitar los ataques 'pingpong', El interés continúa en el propósito preexistente de servir citas como se puede ver con los motores de búsquedas.
El mantenimiento y análisis actual de las redes IP es más comúnmente hecho con herramientas como ping y traceroute, las cuales son adaptaciones más robustas del protocolo echo.
Se han hecho diversas implementaciones a este protocolo, en GitHUb hay un repositorio con implementaciones de QOTD escritas en 6 lenguajes distintos: hay implementaciones en Python 3, Java, C++, Haskell, Scala y Node.js.